# Filodiffusione
La filodiffusione è un sistema di radiodiffusione in cui le onde radio viaggiano attraverso un cavo, e nell'ultimo tratto raggiungono l'utente attraverso il doppino telefonico con cui sono cablati gli edifici serviti dalla telefonia fissa.

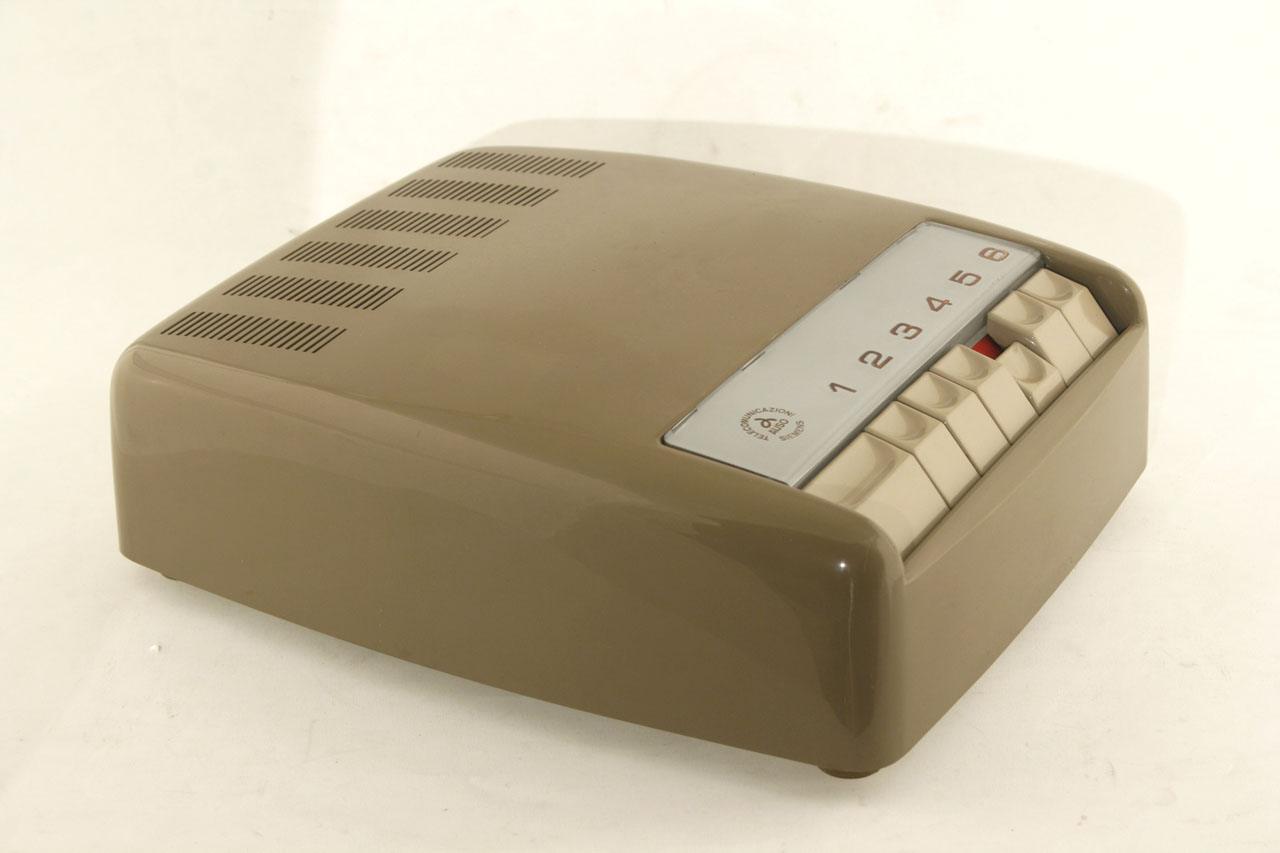
Un ricevitore per filodiffusione.

## Storia
A partire dal 1890 si erano avuti i cosiddetti "giornali telefonici", interamente diffusi attraverso cavi telefonici dedicati e quindi circoscritti alle città: in Italia L'Araldo Telefonico era diffuso a Roma, Milano e Bologna. 
La filodiffusione nacque nel 1931 in Svizzera, dove la conformazione del territorio era tale da non garantire tramite onde radio una copertura capillare. Per questo motivo fu sviluppata la filodiffusione in bassa frequenza (su rete telefonica) denominata NF-TR (Niederfrequenz-Telefonrundspruch). Nel 1940 fu inaugurato il sistema ad alta frequenza HF-TR (Hochfrequenz-Telefonrundspruch), con il quale fu possibile la trasmissione simultanea di più programmi. Il sistema TR fu spento nel 1997 a favore di Swiss Satellite Radio.

## Tecnica
La tecnica utilizzata dalla filodiffusione sfrutta un principio simile a quello dell'ADSL: viene usata una banda di frequenza diversa da quella utilizzata per il segnale telefonico analogico (300–3400 Hz). Nel caso della filodiffusione, la trasmissione avviene nella banda tra 150 e 350 kHz (onde lunghe).
È poi necessario un apposito ricevitore a onde lunghe, collegato alla linea telefonica, per ascoltare i programmi. Tali ricevitori sono dotati di una preselezione per ascoltare i canali 5° e 6° come un unico canale stereofonico.
La filodiffusione analogica non è compatibile con l'ADSL sullo stesso doppino. Per evitare di installare una nuova linea telefonica dedicata alla filodiffusione, è anche possibile ascoltare tutti i canali in altri modi, via etere o in streaming.

## La filodiffusione in Italia
In Italia la filodiffusione fu inaugurata il 1º dicembre 1958 dalla Rai e le trasmissioni vere e proprie iniziarono il 4 gennaio 1959, quando la copertura radiofonica via etere non era capillare e la qualità del suono, trasmesso in AM con un larghezza di banda di 4 kHz, lasciava a desiderare. La trasmissione di un segnale in onda lunga via cavo "a frequenze portanti" garantiva un suono limpido, una larghezza di banda di 15 kHz (all'inizio 7 kHz), e una diffusione su tutto il territorio che includeva tutti i capoluoghi di provincia di allora. Dal Centro di Produzione Radiofonica di via Asiago 10 in Roma i sei segnali venivano inviati alle Sedi Regionali della RAI e da lì distribuiti alle centrali della SIP, dove altri distributori audio erano collegati ai doppini dei singoli utenti.
Dopo l'introduzione della diffusione via etere in modulazione di frequenza (FM) e con l'avvento delle radio private, la filodiffusione fu relegata sempre di più nella nicchia degli appassionati di musica classica e di un pubblico colto. Tra l'altro, erano gli unici canali radiofonici della Rai a trasmettere 24 ore su 24 senza alcun tipo di interruzione pubblicitaria, ad eccezione del segnale orario. Altra utenza importante era quella commerciale: negozi, alberghi, grandi comunità, dove la Filodiffusione Analogica RAI consentiva di realizzare un servizio a costi bassissimi: il canone è infatti rimasto fermo a 2,08 euro annui fino al 2023, quando il servizio è stato definitivamente disattivato.